# Влахов мост
Влаховият или Църковният мост (на гръцки: Γεφύρι στην Εκκλησία или Γεφύρι στου Βλάχου) е стар каменен мост в Егейска Македония, Гърция, в кушнишкото село Мущени (Мустени).
Мостът е може би най-известният кушнишки каменен мост и е най-долният на мущенската река Кастанес. Разположен е пред църквата „Успение Богородично“ и традиционната Влахова къща.
Мостът е от османско време. Арката му е с ред камъни, които я украсяват с втори по-тънък ред, който леко се издава. В 2005 година мостът е реставриран, а цялото околно пространство е преустроено. Тогава е възстановена и каменната настилка на моста, покрита с цимент, и са добавени каменните парапети.